# کیهو (خواننده)
یون کی-هو (کره‌ای: 윤기호؛ زادۀ ۲۷ سپتامبر ۲۰۰۱) همچنین با نام هنری کیهو شناخته می‌شود، خوانندۀ کره‌ای-کانادایی‌ است. او لیدر و خوانندۀ اصلی گروه پسرانۀ پی‌وان‌هارمونی است. او برادر بزرگتر یون یه-چان، عضو گروه پسرانۀ ایتی‌تومیجر است.

## حرفه

### پیش از کارآموزی
او که در کانادا بزرگ شده بود، در فوریه ۲۰۱۸ به‌عنوان کارآموز به اف‌ان‌سی انترتینمنت پیوست و از دبیرستان فیشرزمن ویلج به دبیرستان گیونگی منتقل شد. در ۳ سپتامبر ۲۰۲۰، اف‌ان‌سی تیزر و عکسی از کیهو منتشر کرد.

### ۲۰۲۰-تاکنون
در ۲۸ اکتبر ۲۰۲۰، او به‌طور رسمی به‌عنوان عضوی از گروه پسرانۀ پی‌وان‌هارمونی حضور پیدا کرد.
در ۳۰ مارس۲۰۲۳، اعلام کرد که او و عضو دیگر گروه، جیونگ، مجری برنامه جدید رادیویی EBS FM با عنوان P۱Harmony's Idol Korean خواهند بود و زبان و فرهنگ کره‌ای را به طرفداران کی‌پاپ که به کره و یادگیری زبان کره‌ای علاقه‌مند هستند، معرفی می‌کنند.